# Џон Кендру
Сер Џон Каудери Кендру, CBE FRS  (24. март 1917 – 23. август 1997) је био енглески биохемичар, кристалограф и научни администратор. Кендру је 1962. године поделио Нобелову награду за хемију са Максом Перуцом, за њихов рад у Кевендиш лабораторији на истраживању структуре протеина који садрже хем.

## Образовање и младост
Кендру је рођен у Оксфорду, као син Вилфрида Џорџа Кендруа, <i>читача</i> климатологије на Универзитету у Оксфорду, и Евелин Меј Грејем Сендбург, историчарке уметности. Након припремне школе у Оксфорду, школовао се на Клифтон колеџу  у Бристолу, 1930–1936. Похађао је Тринити колеџ у Кембриџу 1936, као главни стипендиста, а дипломирао је хемију 1939. Провео је прве месеце Другог светског рата истражујући кинетику реакције, а затим је постао члан истраживачке установе Министарства ваздухопловства, радећи на радару. Године 1940. почео је да се бави оперативним истраживањем у штабу Краљевског ратног ваздухопловства; постављен за команданта ескадриле 17. септембра 1941, постављен је за почасног команданта крила 8. јуна 1944, а прекинуо своје дужности 5. јуна 1945. Докторирао је после рата, 1949. године. 

## Истраживање и каријера
Током ратних година, све више се интересовао за биохемијске проблеме, те је одлучио да ради на структури протеина.

### Кристалографија
1945. пришао је Максу Перуцу у Кевендиш лабораторији у Кембриџу. Џозеф Баркрофт, респираторни физиолог, предложио је да би могао да направи упоредну кристалографску студију протеина хемоглобина одраслих и фетуса оваца, и он је започео тај посао.
Године 1947. постао је члан колеџа Питерхауса при Кембриџу, а Савет за медицинска истраживања (МРЦ) је креирао истраживачку јединицу за проучавање молекуларне структуре биолошких система, под управом сер Лоренса Брага. Године 1954. постао је Читач у Дејви-Фарадеј лабораторији Краљевског института у Лондону.

### Кристална структура миоглобина
Кендру је 1962. године поделио Нобелову награду за хемију са Максом Перуцом за одређивање првих атомских структура протеина помоћу рендгенске кристалографије. Њихов рад је обављен у садашњој МРЦ Лабораторији за молекуларну биологију у Кембриџу. Кендру је одредио структуру протеина миоглобина који складишти кисеоник у мишићним ћелијама.  У суботу, 20. октобра 1962. године, додела Нобелових награда Џону Кендру и Максу Перуцу, као и Крику, Вотсону и Вилкинсу је сатиризована у кратком скечу у ТВ програму Би-Би-Сија That Was the Week That Was са Нобеловим наградама названим „Базени мира Алфреда Нобела“.
1947. МРЦ је одлучио да направи истраживачку јединицу за проучавање молекуларне структуре биолошких система. Првобитне студије су биле о структури овчјег хемоглобина, али када је овај рад напредовао колико је то било могуће користећи ресурсе који су тада били доступни, Кендру се упустио у проучавање миоглобина, молекула који је само четвртина величине молекула хемоглобина. Његов почетни извор сировине било је коњско срце, али тако добијени кристали су били премали за рендгенску анализу. Кендру је схватио да ткиво сисара који чува кисеоник може да понуди бољу перспективу, а случајни сусрет довео је до тога да је купио велики комад китовог меса из Перуа. Миоглобин китова је дао велике кристале са чистим узорцима дифракције рендгенских зрака.  Међутим, проблем је и даље остао непремостив, све док 1953. Макс Перуц није открио да се фазни проблем у анализи дифракционих образаца може решити вишеструком изоморфном заменом — поређењем узорака из неколико кристала; један из природног протеина, и других који су били натопљени растворима тешких метала и имали су металне јоне уведене на различитим добро дефинисаним позицијама. Мапа електронске густине при резолуцији од 6 ангстрома (0,6 нанометара) добијена је до 1957. године, а до 1959. атомски модел је могао бити направљен при резолуцији 2 ангстрома (0,2 нм). 

### Каснија каријера
Године 1963, Кендру је постао један од оснивача Европске организације за молекуларну биологију; такође је основао и био дуги низ година главни и одговорни уредник часописа Journal of Molecular Biology. Постао је члан Америчког друштва биолошких хемичара 1967. и почасни члан Међународне академије наука у Минхену. Године 1974. успео је да убеди владе да оснују Европску лабораторију за молекуларну биологију (ЕМБЛ) у Хајделбергу и постао њен први директор. Проглашен је витезом 1974.  Од 1974. до 1979. био је повереник Британског музеја, а од 1974. до 1988. био је сукцесивно генерални секретар, потпредседник и председник Међународног савета научних унија.
Након пензионисања из ЕМБЛ-а, Кендрује постао председник St John's College-а на Универзитету у Оксфорду, на којој је функцији био од 1981. до 1987. године. У свом тестаменту је одредио своје завештање колеџу St John's за студенте из науке и музике, из земаља у развоју. Четвороугао Кендру на колеџу Сент Џон у Оксфорду, званично отворен 16. октобра 2010, назван је по њему. 
Кендру је био ожењен бившом Елизабетом Џарви (рођеном Горвин) од 1948. до 1956. године. Њихов брак се завршио разводом. Кендру је касније био партнер уметнице Рут Харис.  Није оставио потомство. 
Биографију Џона Кендруа, под називом Место у историји: биографија Џона К. Кендруа, аутора Пола М. Васармана, објавио је Оксфордски универзитет у марту 2020.
 